# Принципы международного права
Принципы международного права — основополагающие принципы и нормы права, содержащиеся в международных и межгосударственных договорах, уставах международных организаций, в решениях международных судов, а также в международных обычаях, в отношении которых имеются доказательства наличия всеобщей практики и обязательности их применения международным сообществом. Наиболее важные и общепризнанные нормы поведения субъектов международных отношений по поводу наиболее важных вопросов международной жизни, также являются критерием законности других норм, выработанных государствами в сфере международных отношений, а также законности фактического поведения государств.
Принципы международного права, как императивные положения, не могут быть отменены никакими другими установлениями специального характера или реформированы с учётом специальных обстоятельств.
Основными источниками принципов международного права являются Устав ООН, Декларация о принципах международного права 1970 года и Хельсинкский заключительный акт Совещания по безопасности и сотрудничеству в Европе 1975 года.

## Содержание принципов международного права
В доктрине международного права выделяют десять универсальных принципов:
- Принцип неприменения силы и угрозы силой;
- Принцип разрешения международных споров мирными средствами;
- Принцип невмешательства в дела, входящие во внутреннюю компетенцию государств;
- Принцип обязанности государств сотрудничать друг с другом;
- Принцип равноправия и самоопределения народов;
- Принцип суверенного равенства государств;
- Принцип добросовестного выполнения обязательств по международному праву;
- Принцип нерушимости государственных границ;
- Принцип территориальной целостности государств;
- Принцип уважения прав человека и основных свобод.

### Принцип неприменения силы и угрозы силой
Впервые этот принцип был закреплен в Уставе ООН. Согласно п. 4 ст. 2 Устава, «все Члены Организации Объединённых Наций воздерживаются в их международных отношениях от угрозы силой или её применения как против территориальной неприкосновенности или политической независимости любого государства, так и каким-либо другим образом, несовместимым с целями Объединённых Наций».
Впоследствии он был конкретизирован в документах, принятых в форме резолюций ООН, в том числе в Декларации о принципах международного права 1970 года, Определении агрессии 1974 года, Заключительном акте СБСЕ 1975 года, Декларации об усилении эффективности принципа отказа от угрозы силой или её применения в международных отношениях 1987 года.
Обязанность неприменения силы распространяется на все государства, а не только на государства-члены ООН.
Применение вооруженной силы в порядке самообороны правомерно только в том случае, если произойдет вооруженное нападение на государство. Статья 51 Устава ООН прямо исключает применение вооруженной силы одним государством против другого в случае принятия последним мер экономического или политического порядка.
Совет Безопасности ООН в случае, если рекомендованные для разрешения конфликтов меры невооруженного характера посчитает недостаточными, «уполномочивается принять такие действия воздушными, морскими или сухопутными силами, какие окажутся необходимыми для поддержания или восстановления международного мира и безопасности. Такие действия могут включать демонстрации, блокаду и другие операции воздушных, морских или сухопутных сил Членов Организации».
В нормативное содержание принципа неприменения силы включаются:
- запрещение оккупации территории другого государства в нарушение норм международного права;
- запрещение актов репрессалий, связанных с применением силы;
- предоставление государством своей территории другому государству, которое использует её для совершения агрессии против третьего государства;
- организация, подстрекательство, оказание помощи или участие в актах гражданской войны или террористических актах в другом государстве;
- организация или поощрение организации вооруженных банд, иррегулярных сил, в частности наемников, для вторжения на территорию другого государства.

### Принцип разрешения международных споров мирными средствами
Согласно п. 3 ст. 2 Устава ООН, «все Члены Организации Объединённых Наций разрешают свои международные споры мирными средствами таким образом, чтобы не подвергать угрозе международный мир и безопасность и справедливость».
Данный принцип конкретизирован в Декларации о принципах международного права 1970 года и Заключительном акте СБСЕ. В этих документах закреплена обязанность государств «прилагать усилия к тому, чтобы в короткий срок прийти к справедливому решению, основанному на международном праве», обязанность «продолжать искать взаимно согласованные пути мирного урегулирования спора» в тех случаях, когда спор не удается разрешить, «воздерживаться от любых действий, которые могут ухудшить положение в такой степени, что будет поставлено под угрозу поддержание международного мира и безопасности, и тем самым сделать мирное урегулирование спора более трудным».
Устав ООН предоставляет сторонам, участвующим в споре, свободу выбора таких мирных средств, которые они считают наиболее подходящими для разрешения данного спора. Многие государства в системе мирных средств отдают предпочтение дипломатическим переговорам, с помощью которых разрешается большинство споров.

### Принцип невмешательства в дела, входящие во внутреннюю компетенцию государств
Современное понимание данного принципа в общей форме зафиксировано в п. 7 ст. 2 Устава ООН и конкретизировано в авторитетных международных документах: Декларации о принципах международного права 1970 года, Заключительном акте СБСЕ, Декларации ООН о недопустимости вмешательства во внутренние дела государств, об ограждении их независимости и суверенитета от 21 декабря 1965 г. и др.
Международное право не регулирует вопросы внутриполитического положения государств, поэтому вмешательством считаются любые меры государств или международных организаций, с помощью которых они попытаются препятствовать субъекту международного права решать дела, входящие в его внутреннюю компетенцию.
В частности, каждое государство имеет неотъемлемое право выбирать свою политическую, экономическую, социальную и культурную систему без вмешательства в какой-либо форме со стороны какого бы то ни было другого государства и ни одно государство не должно организовывать, помогать, разжигать, финансировать, поощрять или допускать вооруженную, подрывную или террористическую деятельность, направленную на изменение строя другого государства путём насилия, а также вмешиваться во внутреннюю борьбу в другом государстве.
Исключением из этого общего правила является применение принудительных мер на основании главы VII Устава ООН, то есть действий, которые могут быть предприняты в случаях угрозы миру, нарушения мира или акта агрессии. В настоящее время многими специалистами в области международного права также признается, что глава VII Устава ООН может также использоваться для санкционирования Советом безопасности ООН гуманитарной интервенции в случае геноцида или гуманитарной катастрофы.
В 56 странах-членах ОБСЕ согласно документу Московского совещания вопросы прав человека, основных свобод, демократии и верховенства закона носят международный характер и не относятся к числу исключительно внутренних дел соответствующего государства.

### Принцип обязанности государств сотрудничать друг с другом
В соответствии с Уставом ООН государства обязаны «осуществлять международное сотрудничество в разрешении международных проблем экономического, социального, культурного и гуманитарного характера», а также обязаны «поддерживать международный мир и безопасность и с этой целью принимать эффективные коллективные меры».
Данный принцип также был зафиксирован в уставах многих международных организаций, в международных договорах, многочисленных резолюциях и декларациях.
Конкретные формы сотрудничества и его объём зависят от самих государств, их потребностей и материальных ресурсов, внутреннего законодательства и принятых на себя международных обязательств.

### Принцип равноправия и самоопределения народов
Безусловное уважение права каждого народа свободно выбирать пути и формы своего развития является одной из принципиальных основ международных отношений. В соответствии п. 2 ст. 1 Устава ООН, одна из важнейших целей ООН — «развивать дружественные отношения между нациями на основе уважения принципа равноправия и самоопределения народов…».
Данный принцип неоднократно получал своё подтверждение в документах ООН — в Декларации о предоставлении независимости колониальным странам и народам 1960 года, Пактах о правах человека 1966 года, Декларации о принципах международного права 1970 года. В Декларации принципов Заключительного акта ОБСЕ особо подчеркнуто право народов распоряжаться своей судьбой.
Каждое государство в соответствии с Декларацией о принципах международного права 1970 года обязано воздерживаться от любых насильственных действий, которые могли бы помешать народам осуществлять их право на самоопределение.
Анализируя характеристики самоопределения в социально-политической жизни общества и человека, автор показывает, что самоопределение представляет собой процесс и результат выбора социальной общностью собственной программы культурного, социально-экономического или политического самоосуществления. Политико-правовая феноменология самоопределения предполагает обязательность свободного волеизъявления по поводу данного выбора, что акцентирует роль референдума и иных форм плебисцита по любому вопросу самоопределения.

### Принцип суверенного равенства государств
Каждое государство обязано уважать суверенитет других участников системы, то есть их право в пределах собственной территории осуществлять законодательную, исполнительную, административную и судебную власть без какого-либо вмешательства со стороны других государств, а также самостоятельно проводить свою внешнюю политику. Данный принцип отражен в п. 1 ст. 2 Устава ООН, который гласит: «Организация основана на принципе суверенного равенства всех её Членов».
Основное назначение принципа суверенного равенства — обеспечить юридически равное участие в международных отношениях всех государств, независимо от различий экономического, социального, политического или иного характера. Поскольку государства являются равноправными участниками международного общения, все они обладают принципиально одинаковыми правами и обязанностями.

### Принцип добросовестного выполнения обязательств по международному праву
Данный принцип возник в форме международно-правового обычая pacta sunt servanda на ранних стадиях развития государственности, а в настоящее время находит отражение в многочисленных двусторонних и многосторонних международных соглашениях.
Принцип добросовестного выполнения обязательств закреплен в Уставе ООН, преамбула которого подчеркивает решимость членов ООН «создать условия, при которых могут соблюдаться справедливость и уважение к обязательствам, вытекающим из договоров и других источников международного права». Согласно п. 2 ст. 2 Устава, «все Члены Организации Объединённых Наций добросовестно выполняют принятые на себя по настоящему Уставу обязательства, чтобы обеспечить им всем в совокупности права и преимущества, вытекающие из принадлежности к составу Членов Организации».
Данный принцип распространяется только на действительные соглашения. Это значит, что рассматриваемый принцип применяется только к международным договорам, заключенным добровольно и на основе равноправия.
Любой неравноправный международный договор прежде всего нарушает суверенитет государства и как таковой нарушает Устав ООН, поскольку Организация Объединённых Наций «основана на принципе суверенного равенства всех её Членов», которые, в свою очередь, приняли на себя обязательство «развивать дружественные отношения между нациями на основе уважения принципа равноправия и самоопределения народов».
Считается, что принцип возник с 1648 года (Вестфальский мир после тридцатилетней войны), когда представители государств собрались за круглым столом как равноправные участники.

### Принцип нерушимости государственных границ
Данный принцип регламентирует отношения государств по поводу установления и охраны разделяющей их территории границы и решения спорных вопросов в связи с границей. Идея нерушимости границ впервые получила своё правовое оформление в договоре СССР с ФРГ от 12 августа 1970 г., а затем в договорах ПНР, ГДР и ЧССР с ФРГ. С этого времени нерушимость границ стала нормой международного права. Содержание принципа и тенденции его развития можно отследить также по резолюциям, декларациям международных организаций. К ним относятся в первую очередь акты органов ООН, в частности Декларация принципов, касающихся дружественных отношений государств 1970 г., а также Декларация и Документ о мерах доверия Заключительного акта Совещания по безопасности и сотрудничеству в Европе, которые посвящены новому для рассматриваемого принципа институту мер доверия. «Государства-участники рассматривают как нерушимые все границы друг друга, как и границы всех государств в Европе, и поэтому они будут воздерживаться сейчас и в будущем от любых посягательств на эти границы».
Права государств в соответствии с этим принципом заключаются в требовании абсолютной нерушимости установленных границ, незаконности их изменения без согласования или под давлением, с применением силы и угрозы силой. Государства сами определяют режим пересечения границы, порядок установления или снятия каких-либо ограничений по пересечению границы физическими лицами, товарами, услугами и так далее. В свете этого определяются основные обязанности государств — неукоснительное соблюдение установленных границ, разделительных или демаркационных линий, включая линии перемирия, разрешение пограничных споров только мирными средствами, неоказание содействия государствам — нарушителям принципа.
Основное содержание принципа нерушимости границ сводится к трём элементам:
- признание существующих границ в качестве юридически установленных в соответствии с международным правом;
- отказ от каких-либо территориальных притязаний на данный момент или в будущем;
- отказ от любых иных посягательств на эти границы, включая угрозу силой или её применение.

### Принцип территориальной целостности государств
Этот принцип утвердился с принятием Устава ООН, который запретил угрозу силой или её применение против территориальной целостности (неприкосновенности) и политической независимости любого государства.
Следующим этапом в развитии данного принципа явился Заключительный акт Совещания по безопасности и сотрудничеству в Европе 1975 года, который содержит отдельную и наиболее полную формулировку принципа территориальной целостности государств: «Государства-участники будут уважать территориальную целостность каждого из государств-участников. В соответствии с этим они будут воздерживаться от любых действий, несовместимых с целями и принципами Устава Организации Объединённых Наций, против территориальной целостности, политической независимости или единства любого государства-участника и, в частности, от любых таких действий, представляющих собой применение силы или угрозу силой. Государства-участники будут равным образом воздерживаться от того, чтобы превратить территорию друг друга в объект военной оккупации или других прямых или косвенных мер применения силы в нарушение международного права или в объект приобретения с помощью таких мер или угрозы их осуществления. Никакая оккупация или приобретение такого рода не будет признаваться законной».

### Принцип уважения прав человека и основных свобод
Становление данного принципа в качестве одного из основных международно-правовых принципов непосредственно связано с принятием Устава ООН.
В преамбуле Устава члены ООН подтвердили «веру в основные права человека… в равноправие мужчин и женщин…» В ст. 1 в качестве цели членов Организации говорится о сотрудничестве между ними «в поощрении и развитии уважения к правам человека и основным свободам для всех, без различия расы, пола, языка и религии». Согласно ст. 55 Устава «Организация Объединённых Наций содействует: а) повышению уровня жизни, полной занятости населения и условиям экономического и социального прогресса и развития;… с) всеобщему уважению и соблюдению прав человека и основных свобод для всех…» В ст. 56 предусматривается, что «все Члены Организации обязуются предпринимать совместные и самостоятельные действия в сотрудничестве с Организацией для достижения целей, указанных в ст. 55».
Содержание данного принципа наиболее точно конкретизировано во Всеобщей декларации прав человека и основных свобод 1948 г., Международном пакте о гражданских и политических правах 1966 г. и Международном пакте об экономических, социальных и культурных правах 1966 г..
Непосредственная регламентация и защита прав и свобод человека являются внутренним делом каждого государства. Международные нормы в области прав человека в подавляющем большинстве не могут применяться непосредственно на территории государства и требуют от него определённых шагов по своей имплементации.